# Hidroavion

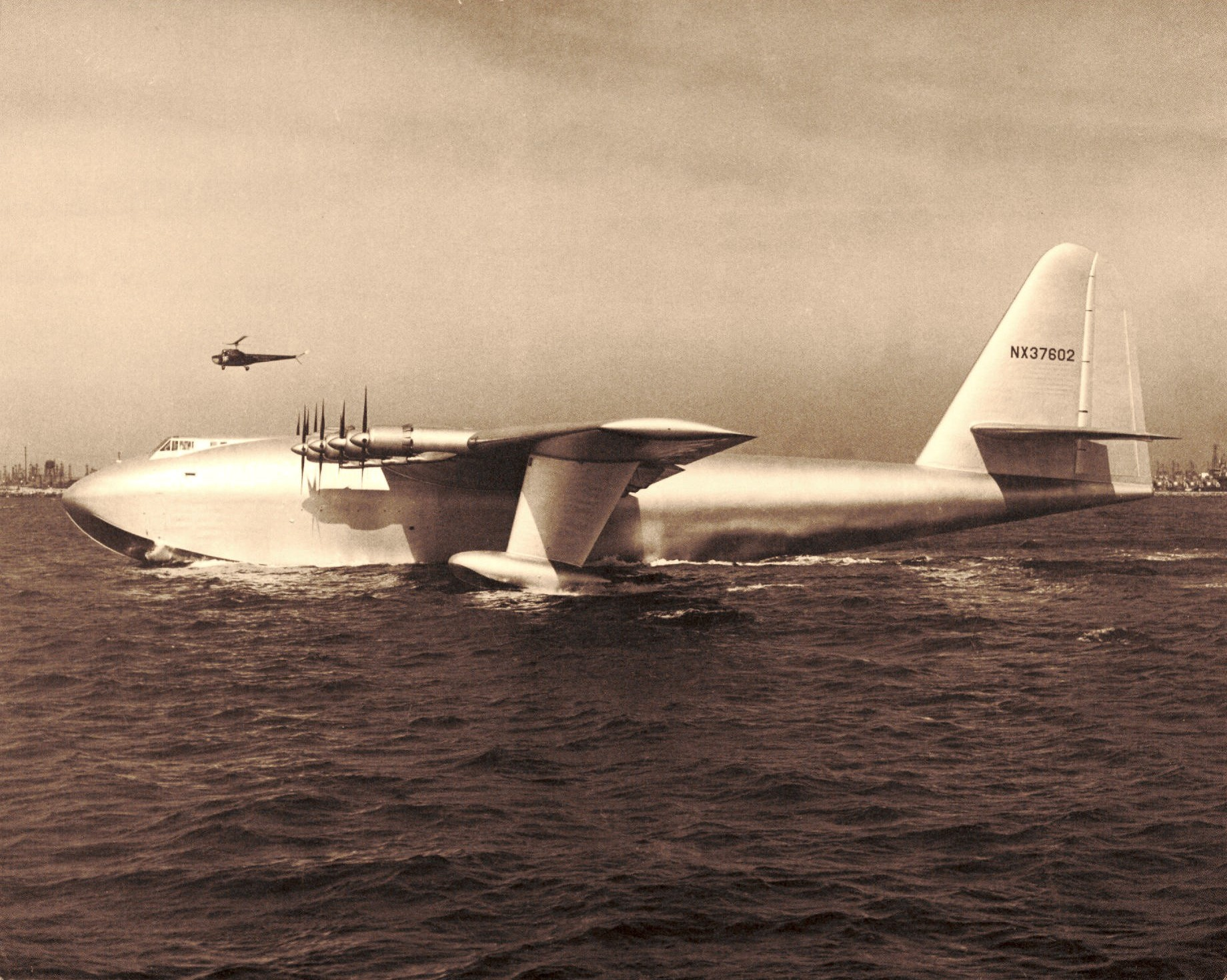
H-4, avionul cu cea mai mare anvergură si cel mai mare hidroavion construit vreodată

Un hidroavion este un aparat de zbor care este creat pentru a putea ameriza, adică pentru a putea decola și ateriza pe apă.
Există două tipuri de hidroavioane:
- cele care utilizează flotoare pentru a putea pluti pe apă,
- cele care utilizează fuselajul pe post de cocă, în acest caz flotoarele dispuse sub aripi au doar rolul de echilibrare a navei. În engleză, acest tip de hidroavion este cunoscut sub nume ca flying boat, seaplane, amphibious aircraft.

Hidroavioanele au fost unele din cele mai mari aparate de zbor în prima jumătate a secolului 20. Abilitatea lor de a ameriza a fost unul din motivele pentru care nu s-a ținut cont de dimensiuni, care în mod normal contau foarte mult pentru zonele de aterizare. Aceeași abilitate a fost folosită pentru salvarea și recuperarea piloților căzuți în timpul celui de-Al Doilea Război Mondial. După încheierea războiului utilizarea lor a scăzut simțitor, o mare parte din misiuni au fost preluate de alte tipuri de aparate de zbor. În secolul 21 aceste remarcabile aparate de zbor mențin anumite nișe în care doar ele pot acționa cum ar fi stingerea incendiilor precum și zborul interinsular, unde nu există terenuri de aterizare. Această din urmă utilizare denotă din plin capacitățile acestui aparat, și anume aceea de a putea ameriza pe (aproape) orice suprafață de apă.

## Istorie

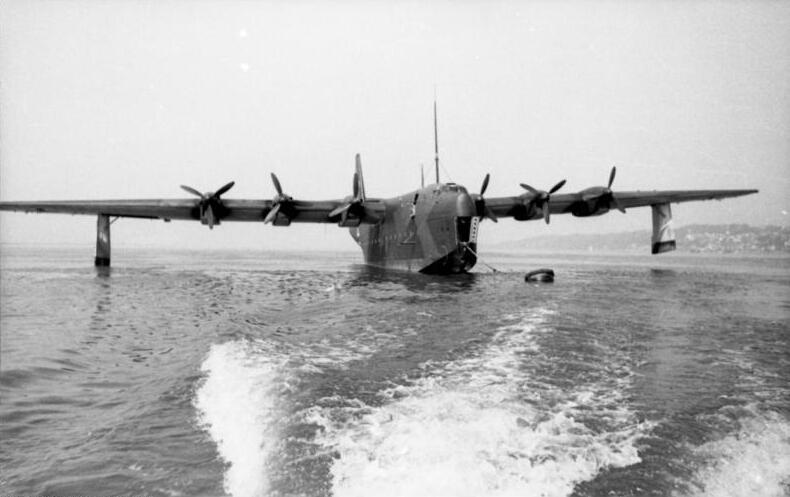
Hidroavionul german BV 238.

Probabil că viața acestui aparat de zbor a început din visul unui ofițer italian care a remarcat abilitatea pescărușilor de a decola, zbura și ateriza pe uscat și apă. Tenace își urmează visul și creează primul hidroavion. Primul hidroavion care a făcut traversarea Oceanului Atlantic a fost NC-4 în anul 1919. Aceast avion a fost o încercare și o posibilă alternativă pentru transportul naval care era extrem de afectat de către războiul submarin. În anii următori (1920-1930) hidroavioanele reușesc să aibă transporturi regulate între Statele Unite ale Americii și Europa, precum și deschiderea unor alte noi rute către America de Sud, Africa și Asia. Orașul Foynes din Irlanda, de-a lungul râului Shannon unde se află actualul Aeroport Internațional Shannon a fost punctul terminus pentru timpuriile zboruri transatlantice. Unde avioanele cu rază mare de acțiune ale acelor timpuri aveau nevoie de terenuri special amenajate pentru aterizare, realimentare, necesare pentru acoperirea distanțelor mari, hidroavioanele puteau oprii lângă orice insulă mică, lac, râu sau stațiune (de coastă) pentru a îndeplinii această acțiune. Compania Pan Am cu ale lor hidroavioane Boeing 314 "Clipper" au făcut acesibile destinații exotice ca Extremul Orient și a ajuns să reprezinte plăcerea călătoriilor pe calea aerului. BOAC și Imperial Airways au oferit servicii de poștă, precum și servicii turistice, care au făcut legătura între Marea Britanie și Africa de Sud, Australia și Noua Zeelandă utilizând avioane ca Short Empire și Short S.8 Calcutta.
Valoarea militară a acestui aparat de zbor a fost repede remarcată și a fost utilizată de către multe națiuni în scopuri diverse, începând cu lupta antisubmarin până la misiuni de căutare și salvare. Aparate de zbor ca PBY Catalina și Short Sunderland au recuperat piloții căzuți și au fost folosite și pentru misiuni de cercetare la mare distanță în Războiul din Pacific și Bătălia Atlanticului în timpul celui de-Al Doilea Război Mondial. Cel mai mare hidroavion al războiului a fost Blohm und Voss Bv 238 care de asemenea a fost și cel mai greu avion al celui de-Al Doilea Război Mondial.
Hughes H-4 Hercules în dezvoltare în Statele Unite ale Americii în cursul celui de-Al Doilea Război Mondial a fost chiar mai mare decât hidroavionul german Bv 238, dar nu a zburat până în anul 1947. „Gâsca din lemn de molid”, așa cum a fost poreclit H-4, a fost cel mai mare hidroavion care a zburat vreodată. Scurtul zbor din 1947 a „depozitului de lemn zburator” a fost și ultima, victimă a lipsei de fonduri de după război și a dispariției obiectivului de transport transatlantic.

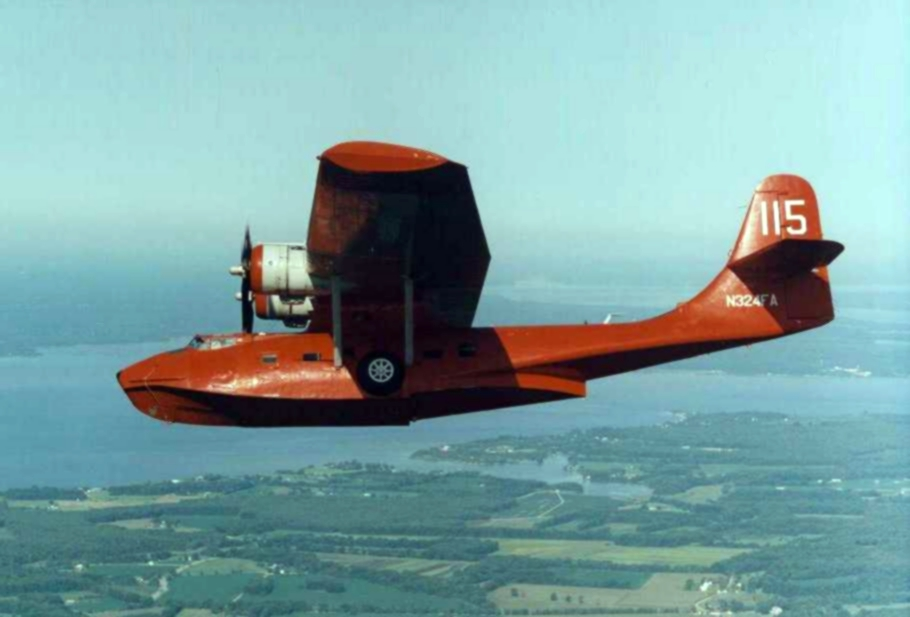
PBY Catalina utilizat ca sprijin aerian pentru pompieri; bombardier cu apă

Multe dintre avioanele de mari dimensiuni care aveau să fie construite după aceea au avut o formă similară, iar aparatul în sine a contribuit destul de mult la apariția în anii următori a ecranoplanului. În mare parte însă, hidroavioanele de astăzi nu se mai bazează atât de mult pe fuselaj pentru plutire și stabilitate pe apă, folosind flotoare în schimb. De asemenea, folosirea hidroavioanelor a scăzut, ele fiind înlocuite cu aparate conventionale, care decolează și aterizează de pe pistă. Bimotorul Beriev Be-200 și alte aparate de dimensiuni mari, folosite pentru lupta împotriva incendiilor, sunt cei mai apropiați urmași ai lui H-4; există de asemenea și hidroavioane experimentale sau construite de amatori.
Mai mulți factori au contribuit la declinul hidroavioanelor. Abilitatea de a ameriza devine un mai mic avantaj datorită creșterii numărului de piste de aterizare, precum și creșterii dimensiunilor acestora, cerință călăuzită de necesarul forțelor aeriene din timpul Războiului Mondial. Mai mult, în timp ce viteza și raza de acțiune a avioanelor au crescut, competitivitatea comercială a hidroavioanelor este diminuată și datorită compromiterii formei aerodinamice, care duce la diminuarea vitezei, pierdute în avantajul amerizării. În competiție cu noile avioane civile cu turbopropulsie, ca De Havilland Comet și Boeing 707, hidroavionul ia lovitura decisivă. Elicopterele preiau misiunile de salvare pe mare. Avioane ca P-3 Orion, cu lansare de pe uscat, precum și S-3 Viking, cu lansare de pe portavion, devin unele dintre cele mai utilizate avioane de patrulare antisubmarină utilizate de către Statele Unite.

## Hidroavione moderne

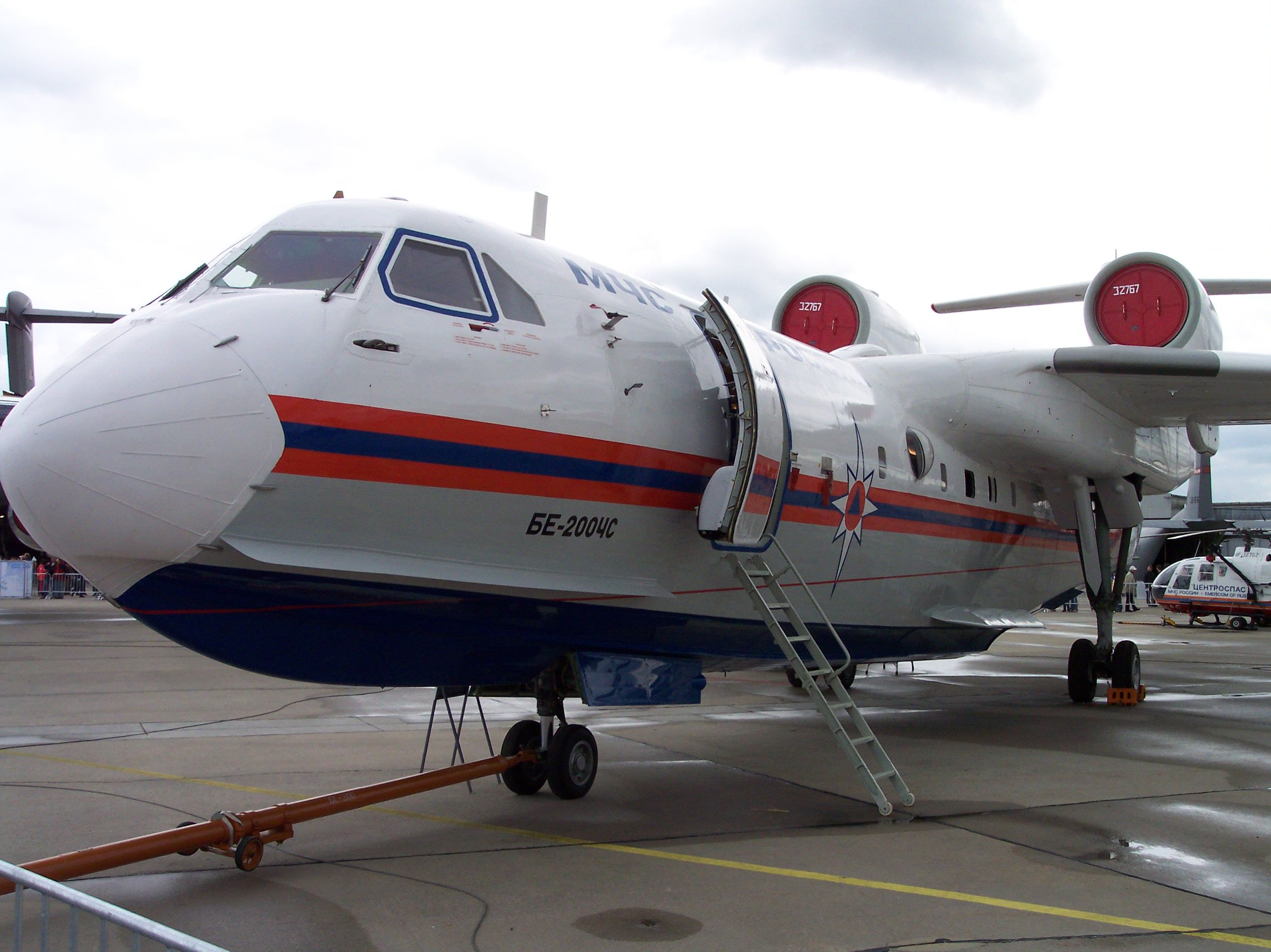
Be 200, aparat construit în Rusia, folosit pentru lupta contra incendiilor
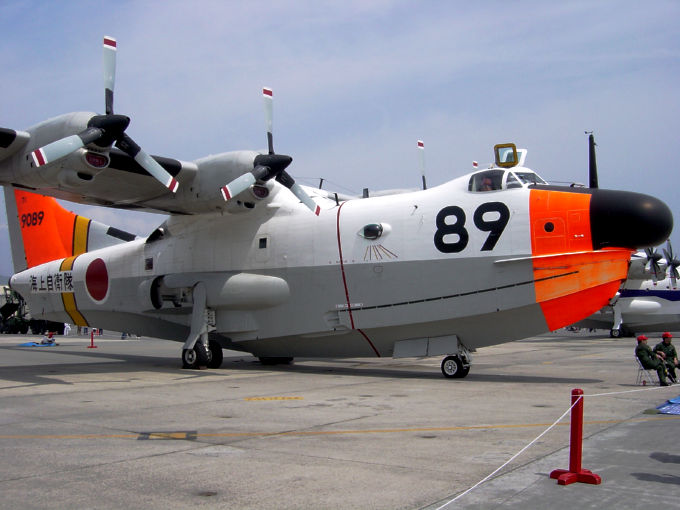
Hidroavion de tipul US-1A, al Marinei Japoneze.
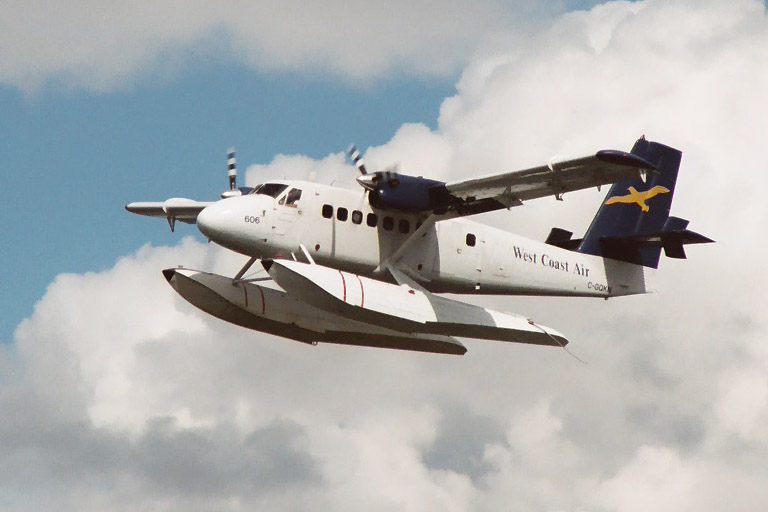
De Havilland Canada DHC-6 Twin Otter

## Probleme legale
În România, Legea nr. 399/2005 pentru modificarea și completarea Ordonanței Guvernului nr. 29/1997 privind Codul aerian, are următoarele prevederi legate de hidroavioane (denumite aeronave cu capabilitate de flotabilitate):
Art. 112. – (1) Aeronavele civile cu capabilitate de flotabilitate, pe timpul cât se deplasează pe porțiuni din apele teritoriale, care sunt organizate ca aerodromuri, se supun reglementărilor specifice aplicabile aeronavelor care operează pe aerodromuri.
(2) Aeronavele civile cu capabilitate de flotabilitate, pe timpul cât se deplasează pe ape, care nu sunt organizate ca aerodromuri, se supun reglementărilor specifice aplicabile navelor maritime, fluviale sau ambarcațiunilor pentru apele interioare.